# Noriyuki Haga

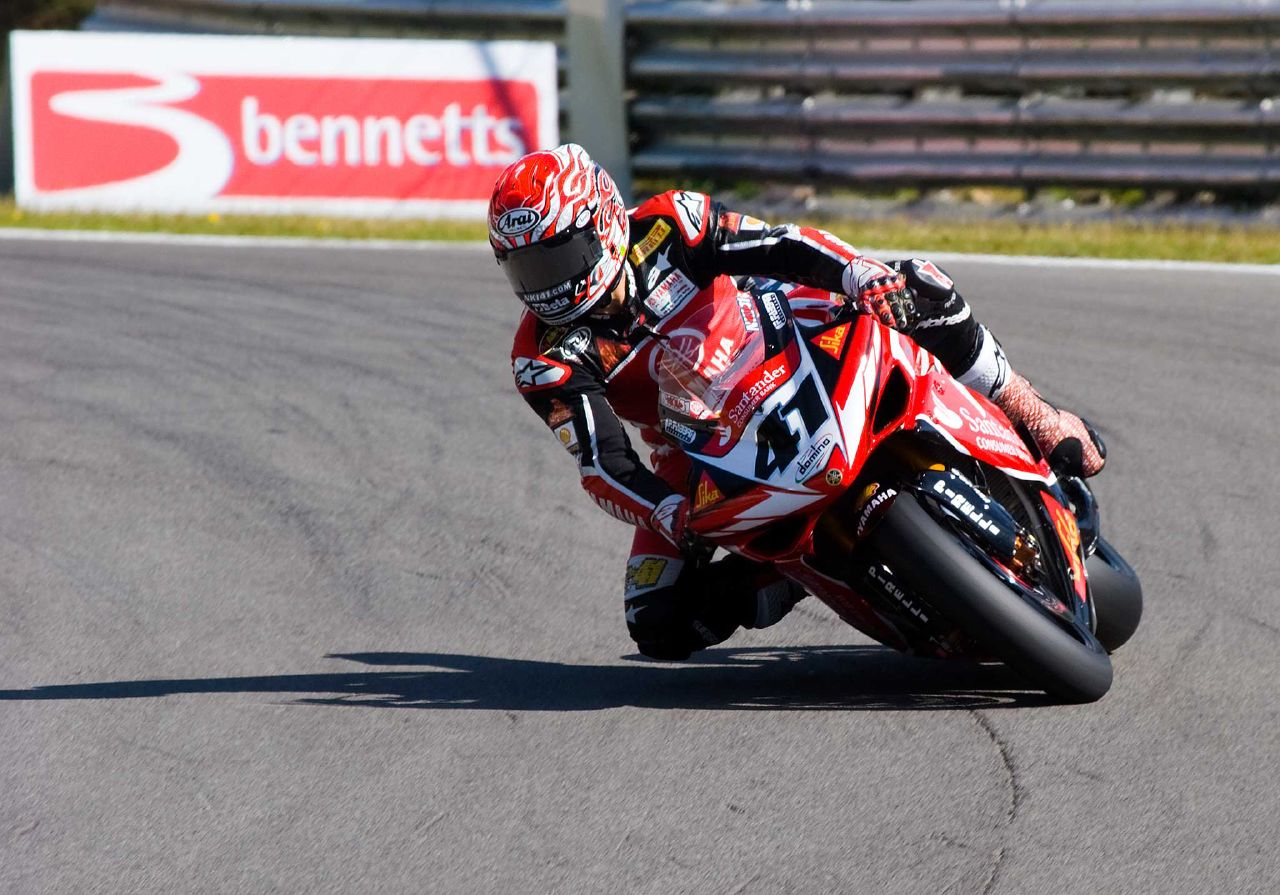
Noriyuki Haga op Brands Hatch in 2007.

Noriyuki Haga (Japans: 芳賀 紀行, Haga Noriyuki, Nagoya, 2 maart 1975) is een Japans motorcoureur. In zijn carrière won hij 43 races in het wereldkampioenschap superbike, maar hij werd nooit kampioen in deze klasse; hij eindigde drie keer als tweede en vier keer als derde. Desondanks is hij een van de meest succesvolle coureurs in dit kampioenschap.

## Carrière
Haga begon zijn motorsportcarrière in 1993 in de superbike-klasse van het All Japan Road Race Championship op een Ducati. In 1995 stapte hij over naar een Yamaha, waarop hij in 1997 kampioen werd. Daarnaast won hij in 1996 op een Yamaha, samen met Colin Edwards, de 8 uur van Suzuka. Gedurende zijn periode in het Japans kampioenschap superbike werd hij ook regelmatig uitgenodigd om deel te nemen aan het wereldkampioenschap superbike als wildcardcoureur, voornamelijk in zijn thuisrace op het Sportsland SUGO. In 1994 debuteerde hij op een Ducati en hij eindigde op de plaatsen 21 en 12 in de races. In 1995 reed hij op een Yamaha en eindigde hij de races als achttiende en negentiende. In 1996 behaalde hij in de eerste race zijn eerste podiumfinish, maar in de tweede race werd hij gediskwalificeerd. In 1997 reed hij in twee evenementen: op Sugo won hij zijn eerste race in de klasse en stond hij op het podium in de andere races, terwijl hij op Sentul vijfde en derde werd.
In 1998 debuteerde hij als fulltime coureur in het WK superbike, waarin hij op een Yamaha uitkwam. Hij won drie van de eerste vier races van het seizoen op Phillip Island en Donington (tweemaal). In de rest van het seizoen behaalde hij nog twee zeges op Laguna Seca en Sugo, maar in de rest van het seizoen stond hij nauwelijks op het podium. Met 258 punten werd hij zesde in het kampioenschap. Ook werd hij dat jaar uitgenodigd om als wildcardcoureur deel te nemen aan de 500 cc-race van de Grand Prix van Japan in het kader van het wereldkampioenschap wegrace, waarin hij onverwacht derde werd. In 1999 won hij een race op Albacete en behaalde hij nog een podiumplaats op Brands Hatch, waardoor hij met 196 punten zevende werd in de eindstand.
In 2000 won Haga vier races op Hockenheim, Valencia, Laguna Seca en Assen. Zijn seizoen werd echter gekenmerkt door een dopingschorsing. Na de seizoensopener op Kyalami werd hij positief getest op het gebruik van efedrine, waardoor hij voor een maand werd geschorst en geschrapt werd uit de uitslag van de beide races in Zuid-Afrika. Later bleek dat de stof natuurlijk voorkomt in het medicijn efedra, dat hij gedurende de winter innam. Na een aantal bezwaren werd zijn tweede plaats in de eerste race in Kyalami hersteld en werd zijn schorsing van een maand ingekort naar twee weken. Hierdoor moest hij wel de seizoensfinale op Brands Hatch missen. Hij was op dat moment echter nog in de strijd om het kampioenschap, dat hierdoor automatisch werd gewonnen door Colin Edwards. Met 335 punten eindigde hij alsnog als tweede in het klassement.

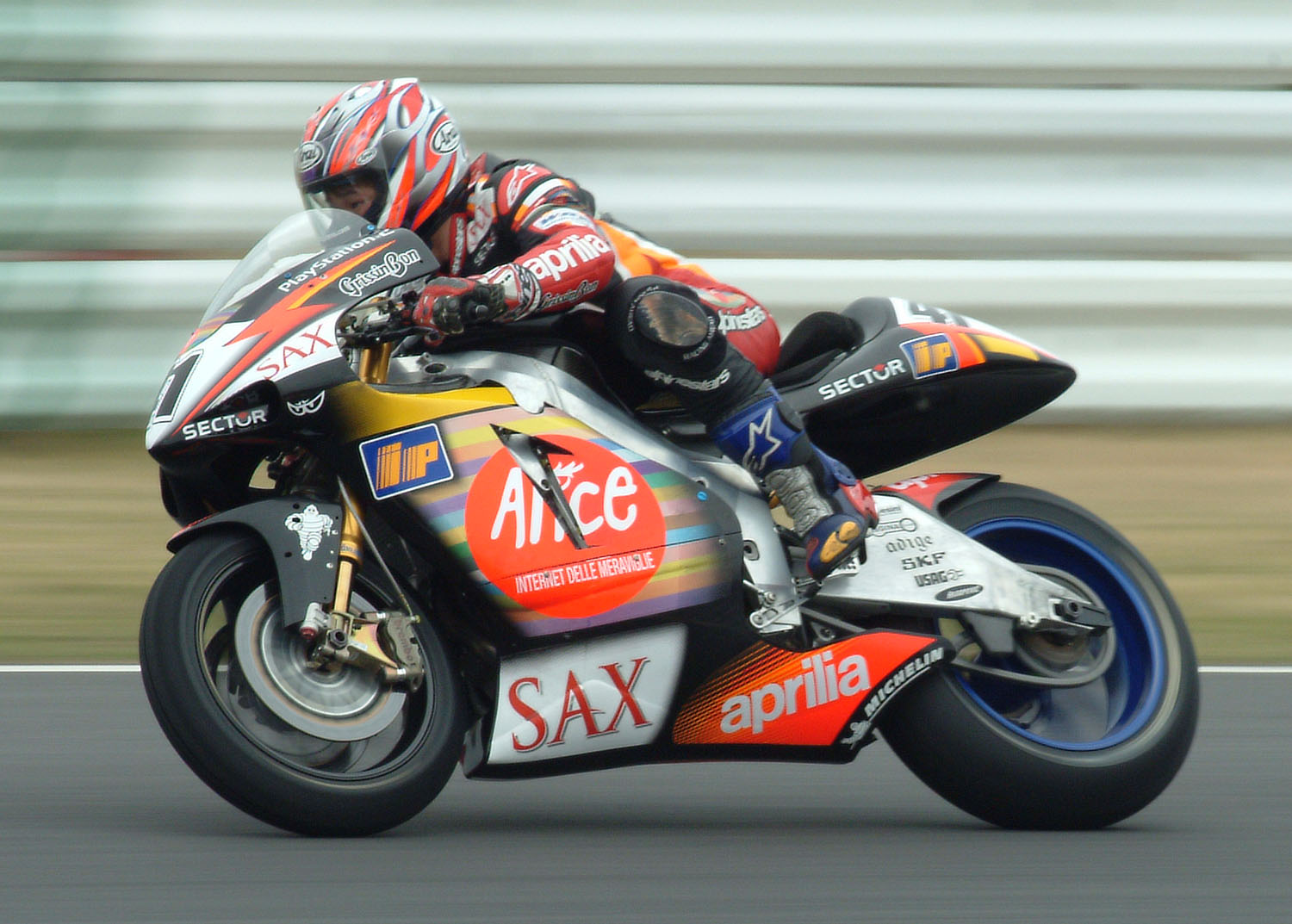
Noriyuki Haga in de Grand Prix van Japan 2003.

In 2001 maakte Haga de overstap naar de 500 cc-klasse van het WK wegrace. Hij wilde oorspronkelijk in het WK superbike blijven om een gooi naar de titel te doen, maar Yamaha had al aangekondigd dat het zich zou terugtrekken uit deze klasse. Hierdoor maakte Haga zijn fulltime debuut in het WK wegrace, eveneens op een Yamaha. Hij kende echter een lastig seizoen waarin een vierde plaats in Groot-Brittannië zijn beste resultaat was. Met 59 punten werd hij veertiende in de eindstand. In 2002 keerde hij terug in het WK superbike op een Aprilia. Hij behaalde zeven podiumfinishes, maar wist geen enkele keer te winnen. Met 278 punten werd hij vierde in het eindklassement. In 2003 keerde hij terug in het WK wegrace in de MotoGP-klasse, de vervanger van de 500 cc, op een Aprilia. Hij had hierin echter opnieuw een moeilijk jaar, met ditmaal een zevende plaats in Groot-Brittannië als beste resultaat. Met 47 punten werd hij wederom veertiende in de eindstand.
In 2004 keerde Haga terug in het WK superbike op een Ducati. Hij behaalde zes overwinningen op Valencia, Oschersleben, Silverstone, Brands Hatch (tweemaal) en Magny-Cours. Hij kende echter veel mechanische problemen, waardoor hij een aantal keer moest uitvallen. Desondanks was hij tot het laatste weekend in de strijd om het kampioenschap, waarin hij uiteindelijk achter James Toseland en Régis Laconi derde werd met 299 punten. In 2005 keerde hij terug naar Yamaha. Hij won twee races op Brno en Brands Hatch en stond in acht andere races op het podium. Met 271 werd hij wederom derde in het kampioenschap, ditmaal achter Troy Corser en Chris Vermeulen.

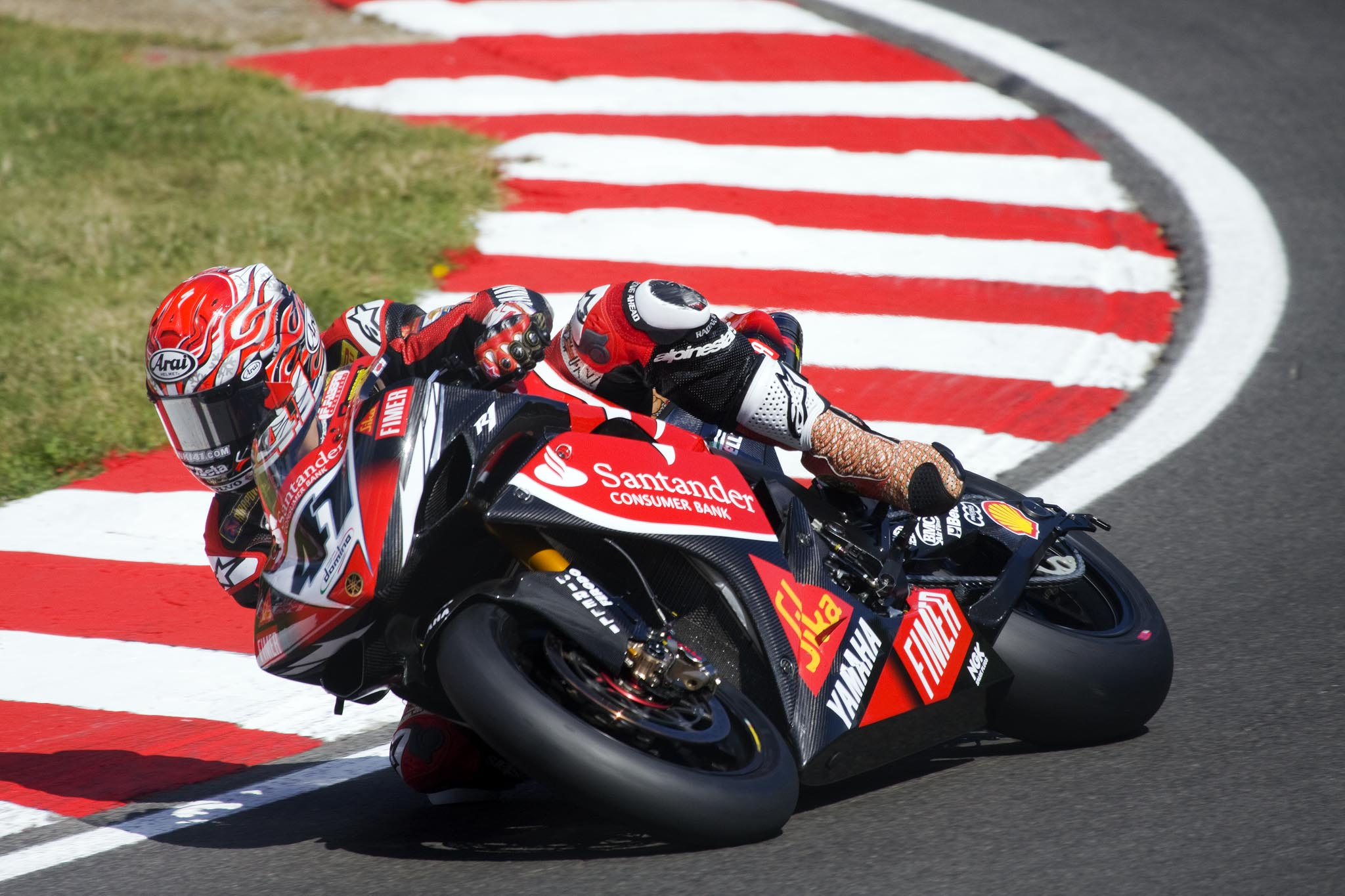
Noriyuki Haga op Brands Hatch in 2008.

In 2006 won Haga een race op Brands Hatch en behaalde hij podiumfinishes in tien andere races. Met 326 punten werd hij, achter Troy Bayliss en James Toseland, derde in de eindstand. In 2007 behaalde hij zes races: twee op zowel Monza als Magny-Cours en een op Donington en Lausitz. Hij behaalde 413 punten en werd met slechts twee punten achterstand op Toseland tweede in het klassement. In 2008 won hij zeven races, met twee overwinningen op Nürburg en Vallelunga en een zege op Valencia, Monza en Magny-Cours. Met 327 punten werd hij achter Bayliss en teamgenoot Troy Corser opnieuw derde in het kampioenschap.

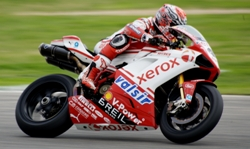
Noriyuki Haga op het Circuit Ricardo Tormo Valencia in 2009.

In 2009 stapte Haga over naar een Ducati als vervanger van de gestopte Troy Bayliss. Hij won direct zijn eerste race op Phillip Island en voegde hier op Valencia (tweemaal), Assen, Kyalami (tweemaal), Imola en Magny-Cours nog zeven overwinningen aan toe. Voorafgaand aan het laatste weekend op Portimão stond hij bovenaan het kampioenschap met tien punten voorsprong op Ben Spies. In de eerste race van dit weekend kwam hij echter ten val en de achterstand die hij hierbij opliep, wist hij in de tweede race niet meer goed te maken. Met 456 punten eindigde hij met zes punten achterstand op Spies als tweede in het klassement. In 2010 behaalde hij zijn laatste twee zeges in het kampioenschap in Valencia en Nürburg. Met 258 punten werd hij zesde in de eindstand. In 2011 kwam hij uit op een Aprilia, waarop hij op Imola tweemaal op het podium stond, terwijl hij op zowel Misano als Nürburg een podiumplaats behaalde. Met 176 punten werd hij achtste in het kampioenschap.

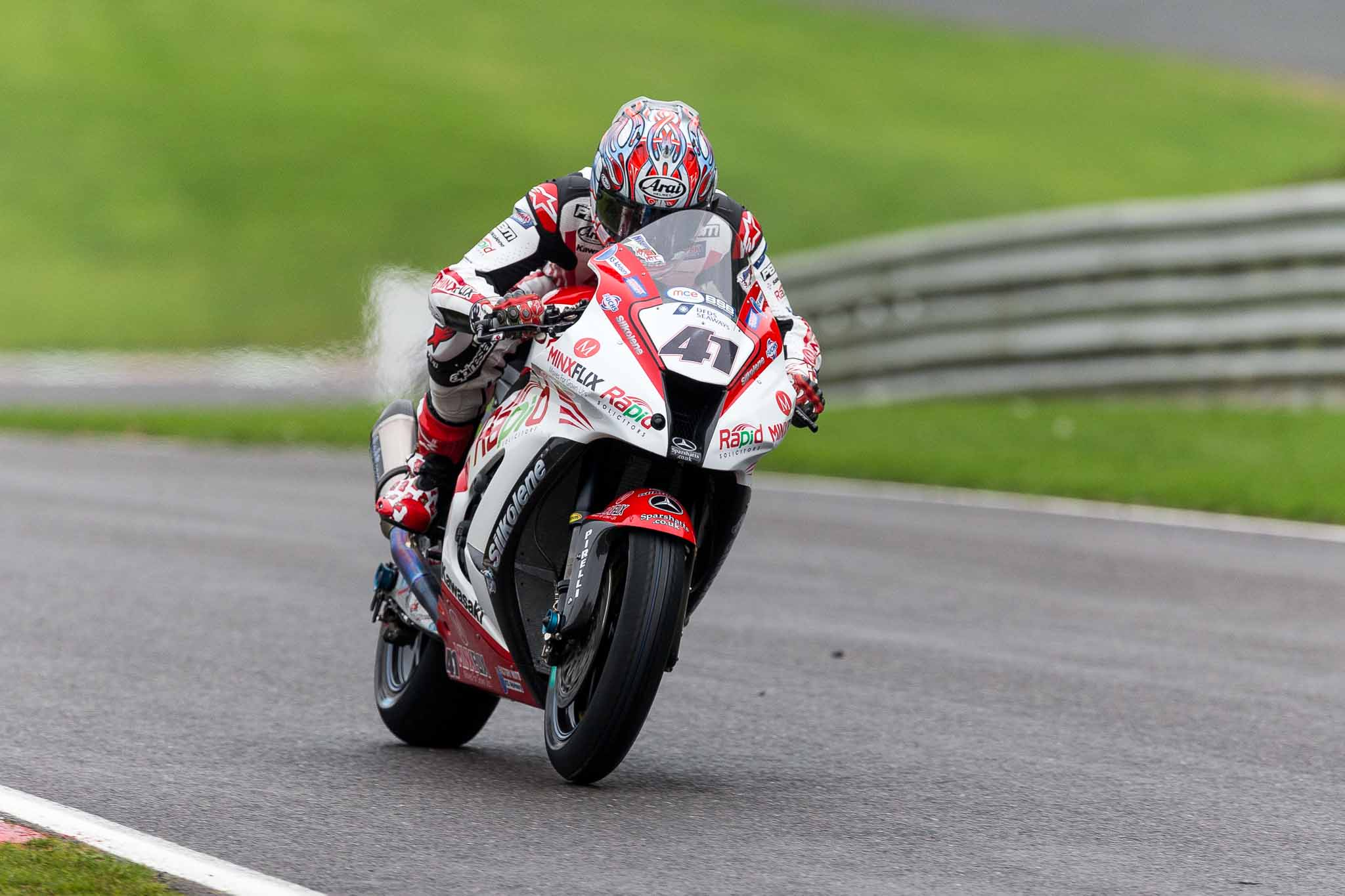
Noriyuki Haga op Brands Hatch in 2013.

In 2012 verliet Haga het WK superbike om deel te nemen aan het Brits kampioenschap superbike op een Yamaha. Hij behaalde zijn enige podiumplaats van het seizoen op Oulton Park. Later dat jaar brak hij zijn sleutelbeen bij een crash in de vrije trainingen op Cadwell Park, waardoor hij de rest van dat weekend niet meer deel kon nemen. Met 160 punten werd hij achtste in de eindstand. In 2013 debuteerde hij in het FIM Endurance World Championship in de 8 uur van Suzuka, waarin hij samen met Yukio Kagayama en Kevin Schwantz derde werd op een Suzuki. Dat jaar keerde hij ook terug in het WK superbike in de ronde op Imola als wildcardcoureur op een BMW en eindigde beide races als vijftiende. Aan het eind van het jaar keerde hij terug in het Brits kampioenschap superbike, waarin hij op een Kawasaki deelnam aan de laatste drie raceweekenden als vervanger van Keith Farmer. Een vijfde plaats op het TT-Circuit Assen was hierin zijn beste klassering.
In zowel 2014 als 2015 werd Haga derde in de 8 uur van Suzuka op een Suzuki. In 2015 kwam hij daarnaast ook uit in het Aziatisch kampioenschap Supersport, waarin hij op een Suzuki zevende werd met 75 punten. In 2016 eindigde hij in dit kampioenschap als twaalfde, terwijl hij in 2017 tiende werd. Ook kwam hij in 2017 uit in de seizoensfinale van het Italiaans kampioenschap Supersport op het Autodromo Vallelunga op een Yamaha, waarin hij tiende en achtste werd. In 2018 reed hij in het volledige seizoen van deze klasse. Met twee zevende plaatsen op het Circuit Mugello en Vallelunga als beste resultaten werd hij zestiende in het eindklassement met 32 punten. Hij kwam uit voor het team AG Motorsportitalia, hetzelfde team waarvoor zijn zoons Ryota en Akito in de Supersport 300-klasse van het Italiaans kampioenschap wegrace reden.